# Прогрес (Богодухівський район)
Прогрес — село в Україні, у Краснокутській селищній громаді Богодухівського району Харківської області. Населення становить 106 осіб. До 2020 орган місцевого самоврядування — Олексіївська сільська рада.

## Географія

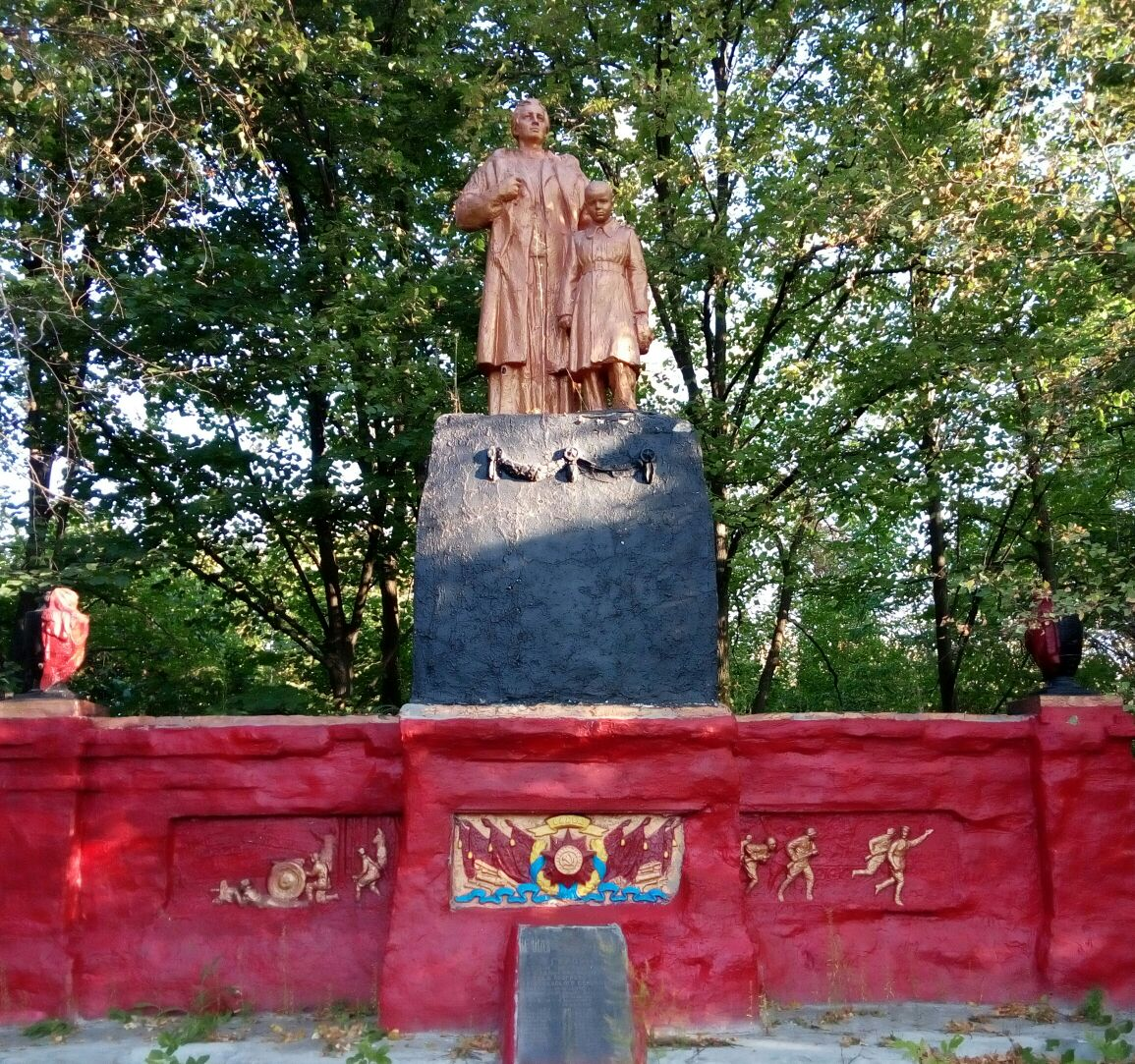
Братська могила радянських воїнів. Поховано 87 воїнів.

Селище Прогрес розташоване за 2 км від річки Грузька, неподалік від її витоків. За 2 км від селища розташовані села Настеньківка і Трудолюбівка.

## Історія
12 червня 2020 року, розпорядженням Кабінету Міністрів України № 725-р «Про визначення адміністративних центрів та затвердження територій територіальних громад Харківської області», увійшло до складу Краснокутської селищної громади.
19 липня 2020 року, в результаті адміністративно-територіальної реформи та ліквідації Краснокутського району, селище увійшло до складу Богодухівського району.
22 червня 2023 року рішенням №230 Національної комісії зі стандартів державної мови віднесено до списку населених пунктів, які «можуть не відповідати лексичним нормам української мови», зокрема стосуватися «російської імперської чи колоніальної політики». Громаді рекомендовано обґрунтувати доцільність збереження поточної назви або запропонувати нову назву в установленому законодавством порядку.